# Seznam představitelů Konžské demokratické republiky

Vlajka prezidenta Konžské demokratické republiky
Poměr stran: 3:4

Tento článek je seznam hlav státu Konžské demokratické republiky (v letech 1971–1997 zvané Zair) od nezávislosti země v roce 1960.

## Konžská demokratická republika (1960–1971)
| Pořadí | Osoba | Osoba                | Začátek a konec v úřadu | Začátek a konec v úřadu |
| ------ | ----- | -------------------- | ----------------------- | ----------------------- |
| 1.     |       | Joseph Kasavubu      | 1. července 1960        | 24. listopadu 1965      |
| 2.     |       | Joseph-Désiré Mobutu | 24. listopadu 1965      | 27. října 1971          |

## Zair
| Pořadí | Osoba | Osoba            | Začátek a konec v úřadu | Začátek a konec v úřadu |
| ------ | ----- | ---------------- | ----------------------- | ----------------------- |
| 1.     |       | Mobutu Sese Seko | 27. října 1971          | 16. května 1997         |

## Konžská demokratická republika (od 1997)
| Pořadí | Osoba | Osoba                 | Začátek a konec v úřadu | Začátek a konec v úřadu |
| ------ | ----- | --------------------- | ----------------------- | ----------------------- |
| 3.     |       | Laurent-Désiré Kabila | 17. května 1997         | 16. ledna 2001          |
| 4.     |       | Joseph Kabila         | 17. ledna 2001          | 24. ledna 2019          |
| 5.     |       | Félix Tshisekedi      | 24. ledna 2019          | úřadující               |